# Witkruinmangabey
De witkruinmangabey (Cercocebus lunulatus) is een zoogdier uit de familie van de apen van de Oude Wereld (Cercopithecidae). De wetenschappelijke naam van de soort werd voor het eerst geldig gepubliceerd door Coenraad Jacob Temminck in 1853. De soort werd in het verleden als ondersoort van de roetmangabey (Cercocebus atys) gerekend.

## Voorkomen
De soort komt voor in de bossen van Burkina Faso, Ghana en Ivoorkust.